# فيشل جاكوبس
فيشل جاكوبس (بالإنجليزية: Fishel Jacobs)‏ هو حاخام أمريكي، ولد في 21 مارس 1956.